# 奧古斯塔-貝爾 AB.102
奧古斯塔-貝爾 AB.102是一款於1960年代初小批量生產的義大利直升機，該飛機以貝爾 48的機械部件為基礎，阿古斯塔將其整合到全新的流線型機身中。該機於1959年2月3日首飛，原型機以軍用塗裝在當年的巴黎航展上展出。奧古斯塔僅生產了兩架樣機，由 Elivie自1961年起在都靈和米蘭之間的定期航線中使用。然而，1960年代渦輪動力直升機的出現使AB.102很快就退役了。

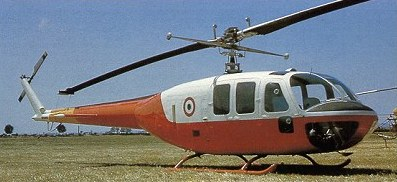